# プチブランチ
『プチブランチ』は、TBSテレビで2022年10月3日から毎週月曜日 - 木曜日の9:55 - 10:25（JST）に放送されている情報バラエティ番組。毎週土曜日に放送されている『王様のブランチ』の姉妹番組の1つだが、関東ローカル放送であり、事前に収録された内容（いわゆる「撮って出し」手法を取っている）を放送している。

## 概要
午前帯では初めて中尾明慶（俳優）がレギュラーでMCを務める情報番組で、曜日別に異なるジャンルのトレンド情報を紹介。最新メイク、ファッション、贅沢なランチ、日帰り旅、教育、エクササイズなどに関する「How to情報」として取り上げている。基本として放送の前週末に進行パートをスタジオで収録しているが、『特別編』と銘打って放送することを前提に、このパートをオールロケ企画に切り替えることもある。
放送上は、月曜日を「キレイの日」、火曜日を「学べる日」、水曜日を「プチ贅沢の日」、木曜日を「エンタメ　キリヌキの日」（TBSテレビから注目の番組を紹介する日）に設定。上記のテーマに沿って収録されたロケ企画を中心に放送するほか、この企画にちなんだ三者択一式の「プレゼントクイズ」を、twitter上の番組公式アカウントで毎回実施している。その一方で、前番組の『Let's!美バディ』内で放送されていた「納得!買い得!キニナルマーケット」（テレビショッピングコーナー）は、当番組でも2022年の最終放送（12月28日）まで内包していた。
2022年10月31日（月曜日）放送分からは、月 - 水曜日で「納得!買い得!キニナルマーケット」以外のパート（本編）の放送済み動画を対象に、放送日の10:25から1週間限定の「無料見逃し配信」をTBS FREEで定期的に実施。関東ローカル番組でありながら、TBSテレビの放送対象地域（関東広域圏）外からも本編を視聴できるようになった。翌11月1日（火曜日）放送分からは、同様の配信をTVerとGYAO!でも開始。その一方で、2023年の初回放送（1月4日）からは、「納得!買い得!キニナルマーケット」に代わって「キニナルチョイス」をテレビショッピングコーナーに編成している。

## 現在（2025年1月時点）の出演者

### MC
- 中尾明慶（放送上の呼称は「中尾くん」）

### 進行
当番組には放送上、基本として隔週交代で進行パートへ登場。「プレゼントクイズ」の出題も担当している。
- 小林麗菜（2023年1月30日 - 、隔週）
  - 『王様のブランチ』のレギュラー出演者（「ブランチリポーター」の1人）で、当番組でも、開始の当初からロケ企画に随時登場していた。
- 野村彩也子[6]（TBSテレビアナウンサー、2022年10月4日 -2023年3月9日、2025年1月- ） - 『王様のブランチ』『よるのブランチ』の進行役を兼務[6]『王様のブランチ』のレギュラー出演者で、当番組には放送上、基本として隔週交代で進行パートへ登場。「プレゼントクイズ」の出題も担当していた。2023年3月9日 の出演を最後に出演しなくなり、入れ替わりでインディアンス（現・ちょんまげラーメン）が加入となった。その後に過労が原因で療養ため休職することが発表され全番組を降板していたが、2025年1月より同番組に復帰となった。
- ちょんまげラーメン[注 1]（田渕章裕・きむ、2023年4月10日 - 、隔週）[7]

### レギュラーパネラー
- 南明奈[注 2]（月 - 木曜日）[6] - 放送上の呼称は、愛称でもある「アッキーナ」。オープニングパートでは、当日に取り上げるテーマを発表している。
- 平子祐希（アルコ&ピース：火 - 木曜日）[6]

この他にも、火曜日（「学べる日」）の企画で育児に関する相談を視聴者から受け付ける場合には、てぃ先生（現役の保育士でYouTuber）をアドバイザーに迎えている。

### レギュラーリポーター
- 池田直人（レインボー：月曜日） 
  - 月曜日に「キレイの日」というテーマを設けている関係で、美容に関するロケリポートを放送する場合には、「キレイ部」という架空の部活動を想定。2022年の11月上旬までは河北麻友子、以降は高橋愛や古畑星夏が上記のロケに同行している。
  - 平子がスタジオに登場しない月曜日には、当日に放送するロケ企画（「キレイ部」など）のリポーターが、平子に相当するポジションでスタジオにも出演することがある。

#### 「ブランチリポーター」
- 松元絵里花
- 長谷川美月

### 「キニナルチョイス」

#### MC
- 松嶋尚美

#### プレゼンター
基本として以下の人物から、1日につき1名が出演。紹介する商品によっては、実演販売士が加わることもある。
- 鈴木あきえ - 2007年2月から2017年9月まで、『王様のブランチ』で「ブランチリポーター」を担当。
- 土屋炎伽
- 河邑ミク

この他にも、複数の「ゲスト」をスタジオに迎えている。

## 過去の出演者
- 日比麻音子[6]（TBSテレビアナウンサー、2022年10月4日 - 2023年1月17日） - 進行担当（放送上の呼称は愛称でもある「日比ちゃん」）
  - 2021年10月2日から、『王様のブランチ』の進行を野村との隔週交代で担当。その関係で、当番組にも野村と交互に登場していた。ただし、実際には出演する曜日が週ごとに異なっていて、野村と同じ日や同じ週に出演することもあった。

放送開始当初は、日比と野村（いずれもTBSテレビアナウンサー）が『王様のブランチ』との兼務扱いで進行を交互に担当していた。日比は2023年1月に当番組を卒業（後任は小林）、野村は同年3月で一時的に当番組を事実上降板した（後にインディアンス（現・ちょんまげラーメン）が出演を開始した）ものの、『王様のブランチ』には隔週での出演を継続。
- - 2022年11月には第4週（21日 - 24日）放送分への出演を予定していたが、「体調不良」を理由に収録への参加を控えた[注 3]ため、矢端名結（フリーアナウンサー）[注 4]が進行を代行[8]。同年12月5日（月曜日）放送分から復帰した。
  - 2023年1月6日から『Nスタ』（土曜以外の曜日の夕方に放送されている報道・情報番組）の「金曜キャスター」（金曜日の総合司会）へ就任することに伴って、スタジオへの出演を2022年12月21日（水曜日）放送分で終了。そのうえで、当番組から卒業することを2023年の初回（1月4日放送分）で発表した。ただし、放送上は同月第3週の途中（16日・17日に編成された2022年末収録のロケ企画[注 5]）まで登場しているほか、『王様のブランチ』には『Nスタ』金曜キャスター就任翌日（1月7日）以降の放送分にも引き続き出演している。
    - 卒業については、「超贅沢の日」と称して中尾・南・平子と揃って臨んでいた「ウルフギャング・ステーキハウス Teppan」（東京都中央区銀座）でのロケ（2022年内の最終回＝12月28日放送分から2回にわたって本編で放送）の最後に「プレゼントクイズ」（「『日比麻音子からのお知らせ』とは?」という問題）の「正解」として発表。中尾・南・平子はロケ先でこのクイズに参加していたものの、本人から「正解」を明かされるまで卒業を知らされていなかった。
- 村上知子（森三中、2022年10月4日 - 12月28日）
- ウガッティー（2022年10月4日 - 12月28日）
  - いずれも、前番組『Let's!美バディ』時代に続いて「キニナルマーケット」にのみ出演。

## インターネット向けの動画配信
| 配信元   | 配信開始日               | 更新日時                      | 配信期間                   | 備考                                                               |
| -------- | ------------------------ | ----------------------------- | -------------------------- | ------------------------------------------------------------------ |
| TBS FREE | 2022年10月31日（月曜日） | 関東ローカルでの 放送終了直後 | 放送日から 原則として7日間 | テレビショッピングコーナーを除く 月 - 水曜放送分の全編を無料で配信 |
| TVer     | 2022年11月1日（火曜日）  | 関東ローカルでの 放送終了直後 | 放送日から 原則として7日間 | テレビショッピングコーナーを除く 月 - 水曜放送分の全編を無料で配信 |
| GYAO!    | 2022年11月1日（火曜日）  | 関東ローカルでの 放送終了直後 | 放送日から 原則として7日間 | テレビショッピングコーナーを除く 月 - 水曜放送分の全編を無料で配信 |

### 備考
- 番組の後半には、当日出演のMCとパネラー全員がスタジオ（オールロケ企画で構成する場合にはロケ先）で「プレゼントクイズ」に回答。回答が出揃ったところで、進行役のアナウンサーから正解の記号（アルファベットのAかBかC）と文言を発表している。twitter上の番組公式アカウントからも放送と同じクイズの出題ツイートを放送と同じタイミングで投稿しているため、視聴者が公式アカウントへのフォロー設定を済ませていれば、この投稿に対して正解の記号・文言と「#プチブランチ」というハッシュタグを記した引用ツイートを放送日の翌朝（9:55）までに発信することによってクイズに応募できる。
  - プレゼントの内容は日替わりで、以上の条件を全て満たした応募者から抽選で若干名に贈呈。見逃し配信の対象から外れている木曜日の放送でも実施されている。
  - 見逃し配信の対象動画には「プレゼントクイズ」のスタジオパートも含まれているが、視聴者からの応募受付期間内（放送から1日以内）に配信される動画には「プレゼントクイズは既に終了している場合があります」、応募の締切後に配信される動画には「プレゼントクイズは終了しました」との字幕を添えている。
- 放送済みの本編映像のうち、著作権との兼ね合いで見逃し配信の対象から外れている映像については、配信に際してその旨を字幕で示した静止画に差し替え。放送日からの1週間が編成上の放送休止期間と重なる場合には、配信の期間を当該曜日における休止明け最初の放送日（9:54）まで延長している。

## 放送休止・変更
2022年
- 12月29日：『「マイファミリー」一挙放送スペシャル』を7:00 - 18:00[注 6]に放送することに伴って休止[9]。

2023年
- 1月2日：『「恋はつづくよどこまでも」胸キュン全話一挙放送スペシャル』を6:00 - 11:50に放送するため休止[10]。
- 1月3日：『祝映画化!4月公開「TOKYO MER汗と涙で命のタスキを繋ぐ医療従事者の物語 ドラマ全話一挙放送」』を6:00 - 15:00[注 7]に編成したことに伴って休止[11]。
- 3月21日：『WBC2023準決勝 日本 × メキシコ』を7:00 - 12:00[注 8]に生中継したため休止。

2024年
- 4月3日：この日朝に発生した台湾付近を震源とするマグニチュード7.7の地震に伴い、気象庁が沖縄県に津波警報を発令したことによる報道特別番組に差し替えたため、休止[12][13]。なお、当日放送予定の内容は後日改めて放送する予定だが現時点では未定[14]。
- 12月30日・31日：年末特別編成のため休止。

2025年
- 1月1日・2日：年始特別編成のため休止。
- 7月30日：同日8:25頃にロシア・カムチャツカ半島付近を震源地とするマグニチュード8.7[注 9]の地震発生。その後、気象庁が9:40に太平洋沿岸を中心にした広い地域に津波警報を発令したことによる報道特別番組に差し替えたため、休止[15]。

## スタッフ
- 構成：武田郁之輔、森下剛士/野村正浩
- ナレーター：満仲由紀子
- TM：八木真一郎（一時離脱→復帰）
- TD：大蔵聡、徳武正裕【週替り】
- カメラ：玉野智美、梶谷美保、山本竜也【週替り】
- 音声：深田瑠美子、伊藤璃子、飯塚幸子【週替り】
- 照明：加藤由美子、荻原小桃、小野寺伸一【週替り】
- VE：湊里実、北澤希美、久保澤知史、熊谷雄太、下斗米孝仁、阿部法寛【週替り】
- PA：内藤甲斐【週替り】
- 音響効果：石澤飛鳥、伊澤美紀（伊澤→2024年3月4日-）
- TK：斎藤萌香、飯塚愛美【週替り】
- 美術プロデューサー：高田太郎
- 美術デザイン：田路健斗
- 美術ディレクター：鈴木康裕（鈴木→一時離脱→復帰）、柾谷奈津【毎週】、宮本旭（宮本→2023年8月21日-）【週替り】
- 装置：岡野浩典
- 操作：小林健
- 装飾：東山浩美
- 電飾：岩田苑子
- 技術協力：TBS SPARKLE、Style-0【毎日】、D☆D FACTORY、千代田ビデオ、港家、テーク・ワン、ジーン、名古屋東通、テックサービス（火）【不定期】
- CG：森三平
- 制作協力：Oi Corporation（月）、WHOLE MAN（火）、TBS SPARKLE（月/火/水）、スペード・ワン（木）
- 編成：渡邉晏夏、川島優子
- 配信：山田碧（2025年2月10日-）
- デスク：杉川詠美
- アシスタントプロデューサー：栗山千弥、原川七海【毎日】、岡田良子、大内涼子（火）【週替り】
- 演出/ディレクター：門脇里江・三浦進・三浦梓・穂苅愛香（オイコーポレーション）、加納駿（スペード・ワン）、佐竹つばさ、梶原未来、岡村和奏、森田祥平、小高望、渡邊美紀（月）、小林正純、松原綾子、坂本浩章、赤平卓、吉田萌海、坂本侑哉、西田周平、松谷夢々、熊谷真悟、大西あすか、櫻庭友那（火）、福岡蓮太、蓑野由季、内田春菜、青木優歩、前川侑也、金子佳苗・水野湧介・東海林和美・桑村洋史・永井菜津美（TBS SPARKLE、永井→一時離脱→復帰）（水）、古谷智史（スペード・ワン）、中尾阿実、柳橋祥太、愛甲絢那、坂田朋久、植田良樹、寺尾幸星、小ヶ倉剛、大和田毅（木）
- 制作プロデューサー：落合芳行
- 月曜演出/ディレクター・月曜プロデューサー︰佐藤友香（オイコーポレーション）【週替り】
- プロデューサー：寺田裕樹[1]、荻谷尚史、伊藤隆大、二上貴文（オイコーポレーション）【毎日】/神山友和（ホールマン、火）、野田裕司・鹿島美佳（TBS SPARKLE、水）、山木忠従（スペード・ワン、木）（荻谷・伊藤→2025年7月28日-、寺田〜伊藤・野田・鹿島以外全員→以前は担当プロデューサー）
- 総合演出：高岡猛
- 制作：TBSテレビ情報制作局情報二部
- 製作著作：TBS

### 過去のスタッフ
- ナレーター：後藤恵里菜（2023年5月29日-）
- TM：大森隆晴
- 音声：西偲伸、松浦絵理
- VE：吉田崇、青木孝憲、平子勝隆、佐藤希美、宮本民雄
- 美術デザイン：西出衣織
- 美術ディレクター：高岸夕葵、矢納采佳
- 音響効果：高橋秀治
- 編成：森岡梢、平岡紗哉、松本佳奈子
- 配信：保坂龍之助（2022年12月26日-）【不定期】、川元崇史（2024年7月8日-2025年2月6日）【毎日】
- アシスタントプロデューサー：菅原真由美、中岡恵、柴崎裕里香【毎日】
- 演出/ディレクター：市万田康希（オイコーポレーション、月）、粕谷諒介（TBS SPARKLE、月）
- 水曜演出/ディレクター・月/水曜プロデューサー︰三國治（TBS SPARKLE、以前は水曜担当プロデューサー→プロデューサー）
- プロデューサー：池田尚弘、大塚麻衣、福島伸浩、小杉菜穂子（小杉→2023年8月7日-2025年7月24日、小杉以外全員→以前は担当プロデューサー）【毎日】、石郷岡真実子（TBS SPARKLE、水、以前は担当プロデューサー）